# فوشيمي هيرواكي
فوشيمي هيرواكي (باليابانية: 伏見宮博明王؛ بالكانا: ふしみのみや ひろあきおう) هو شخصية أعمال ياباني، ولد في 26 يناير 1932 في بلدة طوكيو ‏ في اليابان.